# Kloster Sankt Emmeram
Das Reichskloster Sankt Emmeram war eine um 739 gegründete und bis zur Säkularisation 1803 bestehende Benediktinerabtei in Regensburg. Als Reichsabtei Sankt Emmeram (ab 1731 als Fürstabtei Sankt Emmeram) war sie im Bayerischen Reichskreis vertreten. Das Kloster entstand am Grab des als Märtyrer verehrten fränkischen Wanderbischofs Emmeram von Regensburg.

## Geschichte

### Anfänge als Reichskloster

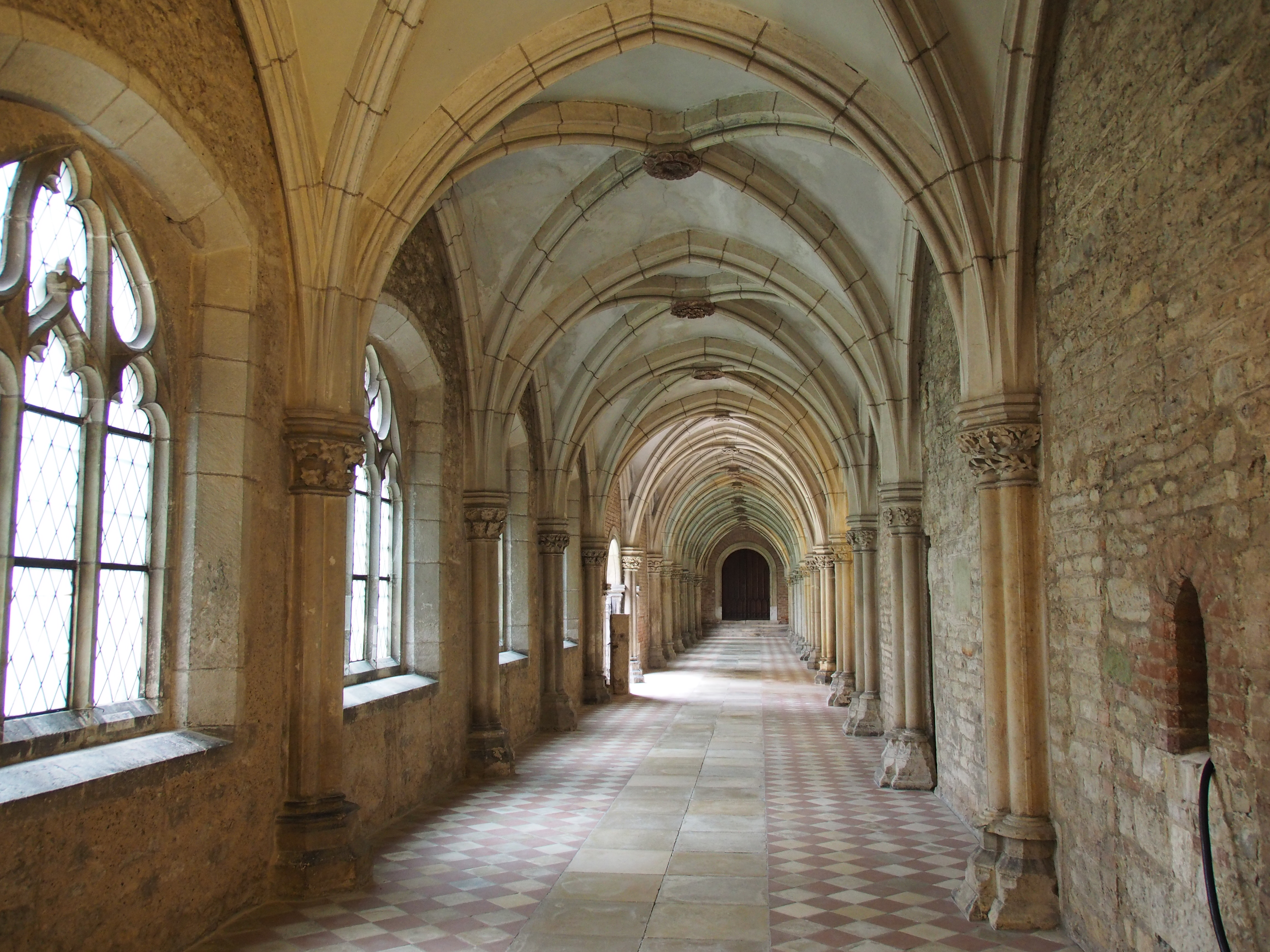
Kreuzgang des Klosters

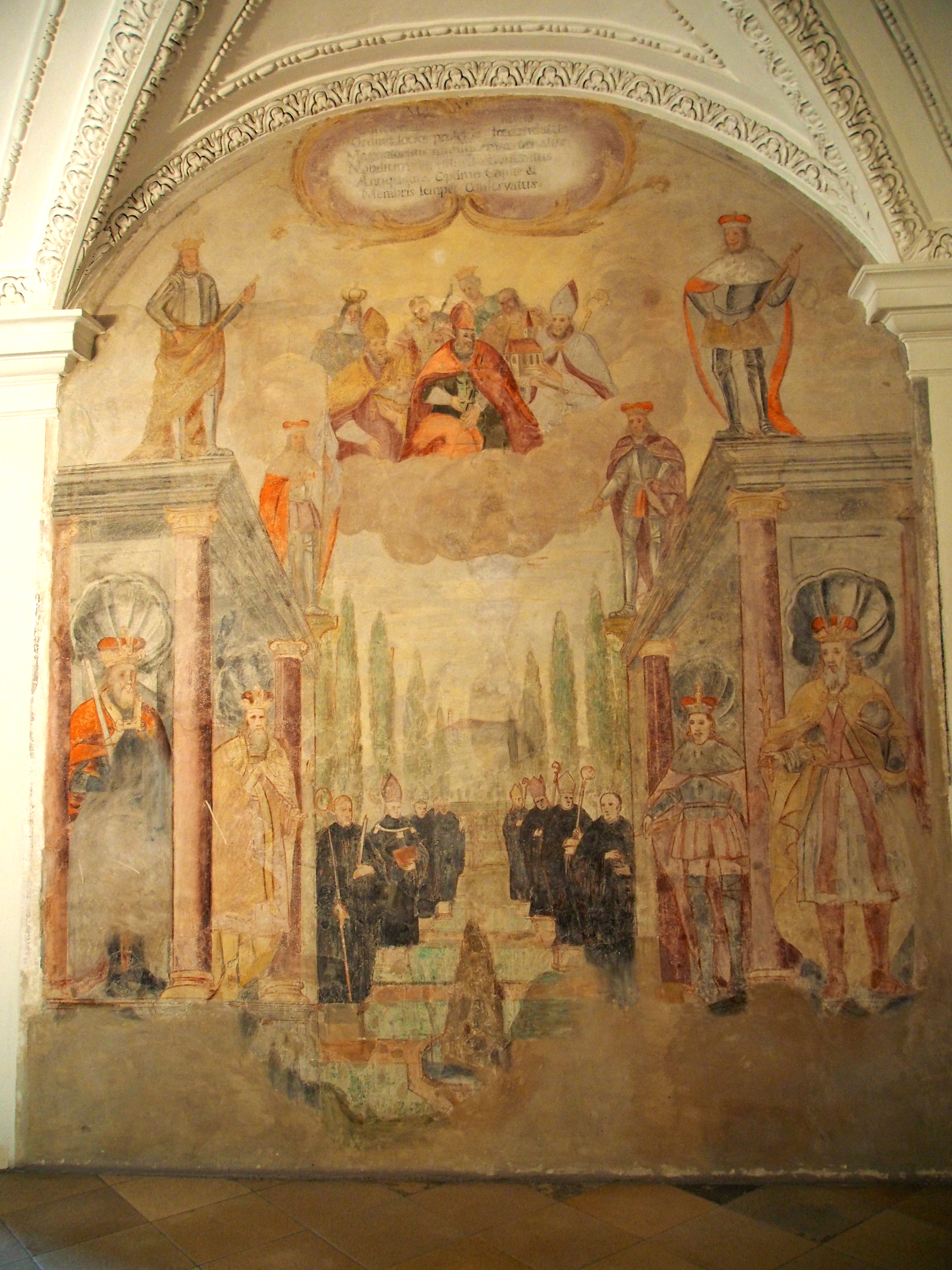
Fresken im Kreuzgang des Klosters

Das Kloster Sankt Emmeram ging aus einer Georgskirche über einer frühchristlichen Gräberstätte hervor, die im urbanen Siedlungsbereich südwestlich außerhalb des ehemaligen römischen Legionslagers Castra Regina lag. Im 7. Jahrhundert nach Christus wurde dort der heilige Emmeram von Regensburg beigesetzt. Im 8. Jahrhundert nach Christus entstand in diesem Bereich ein Kloster des Ordens der Benediktiner. Die jeweiligen Vorsteher des Klosters waren von 739 bis 975 gleichzeitig auch Bischöfe von Regensburg im Bistum Regensburg.
Unter Herzog Arnulf I. wurde nach 920 die Westmauer des ehemaligen römischen Legionslagers abgerissen, um die im neuen urbanen Siedlungsbereich entstandenen Klostergebäude durch den Neubau der Arnulfinischen Stadtmauer in das zukünftig durch eine Stadtmauer geschützte Gebiet der im Entstehen begriffenen Stadt Regensburg einbeziehen zu können. Nach Beendigung der Baumaßnahmen wurde das Kloster Sankt Emmeram 972 zum Reichskloster erhoben und 975 Ramwold als der erste selbstständige Abt berufen.

### Besitzungen
Nach der Gründung des Klosters Sankt Emmeram schenkte Herzog Tassilo III. von Bayern dem Kloster Land in der Mark Chamb. Dort errichteten die Benediktiner von Sankt Emmeram angeblich schon im Jahr 739 in Chammünster mit dem Kloster Chammünster eine Zelle als christlichen Missionsstützpunkt für das böhmische Grenzgebiet. Die erste urkundliche Erwähnung des Klosters Chammünster geht allerdings erst auf das Jahr 819 zurück. Um das Jahr 910 wurde die Zelle wahrscheinlich von den Ungarn zerstört. 975 wurde infolge der Trennung von Bischofsstuhl und Kloster St. Emmeram durch Wolfgang von Regensburg die Zelle Chammünster dem Bischof zugeteilt.
Der Traungauer Grenzgraf Wilhelm schenkte dem Kloster im Jahr 853 das Gebiet zwischen den Flüssen Aist und Naarn im oberösterreichischen Mühlviertel sowie die Mautstätte Rosdorf an der Donau. Der sogenannte Regensburger Luß zwischen Aist und Naarn gehörte später dem Hochstift Regensburg, das seine Besitzungen im Herzogtum Österreich um 1200 durch die Herren von Lengenbach verwalten ließ.

### Ausgangspunkt für Reformen
Im 11. Jahrhundert war Sankt Emmeram Ausgangspunkt der Cluniazensischen Reform und der Klosterreform von Gorze im Herzogtum Bayern und im Nordgau. Bischof Wolfgang von Regensburg und Abt Ramwold waren Förderer dieser Reformbewegung der römisch-katholischen Kirche. Im Jahr 1295 verlieh König Adolf von Nassau der Abtei aufgrund einer gefälschten Urkunde des Königs Ludwig das Kind die Regalien, wodurch St. Emmeram die Reichsunmittelbarkeit erhielt; 1326 erlangte es durch Papst Johannes XXII. die kirchliche Exemtion, welche das Kloster bereits Mitte des 11. Jahrhunderts mittels Fälschungen von Urkunden der Könige Arnolf von Kärnten und Ludwig dem Kind durch den Dekan und Leiter der Klosterschule Otloh von St. Emmeram erfolglos angestrebt hatte.
In dieser Zeit entwickelte sich das Skriptorium des Klosters St. Emmeram zu einem Zentrum der Buchmalerei. Es entstanden das Sakramentar Heinrichs II. (zwischen 1002 und 1014) und der Uta-Codex (kurz nach 1002). Die Bedeutung des Klosters als Kulturmittelpunkt ließ im 16. Jahrhundert nach, als Regensburg 1555 auf Grund des Augsburger Reichs- und Religionsfriedens, dem sich Ottheinrich von der Pfalz aus dem Hause Wittelsbach angeschlossen hatte, evangelisch-lutherisch wurde.

### Erlangung der Fürstabtwürde
Nach Beginn des Dreißigjährigen Krieges (1618–1648) und der Rekatholisierung in Bayern setzte nach 1625 im 17. und 18. Jahrhundert erneut ein Aufschwung der Bedeutung von Sankt Emmeram unter den Äbten Frobenius Forster und Cölestin Steiglehner und den Patres Roman Zirngibl und Placidus Heinrich ein, die vor allem Kenntnisse in den Naturwissenschaften förderten. Angehörige des Ordens der Benediktiner konnten auf eine lange Tradition astronomischer Forschungen zurückgreifen, zu denen auch das Astrolabium des Wilhelm von Hirsau zählte. Die Akademie des Klosters in der nunmehr freien Reichsstadt Regensburg entwickelte sich während dieser Zeit zu einem Gegenpol zur Bayerischen Akademie der Wissenschaften in München.
Nach dem Dreißigjährigen Krieg, 1658, nahm der Abt von St. Emmeram mit einer Kuriatstimme der rheinischen Reichsprälaten im Reichstag teil. 1731 bestätigte der Kaiser die Fürstenwürde des Abtes der nunmehr gefürsteten Reichsabtei Sankt Emmeram, die zum bayerischen Reichskreis zählte. Von 1731 bis 1733 erfolgte die Neuausgestaltung der mehrfach ausgebrannten und danach immer wieder aufgebauten Abteikirche St. Emmeram durch die Brüder Cosmas Damian und Egid Quirin Asam im Stil des Barocks.

### Nach der Säkularisation

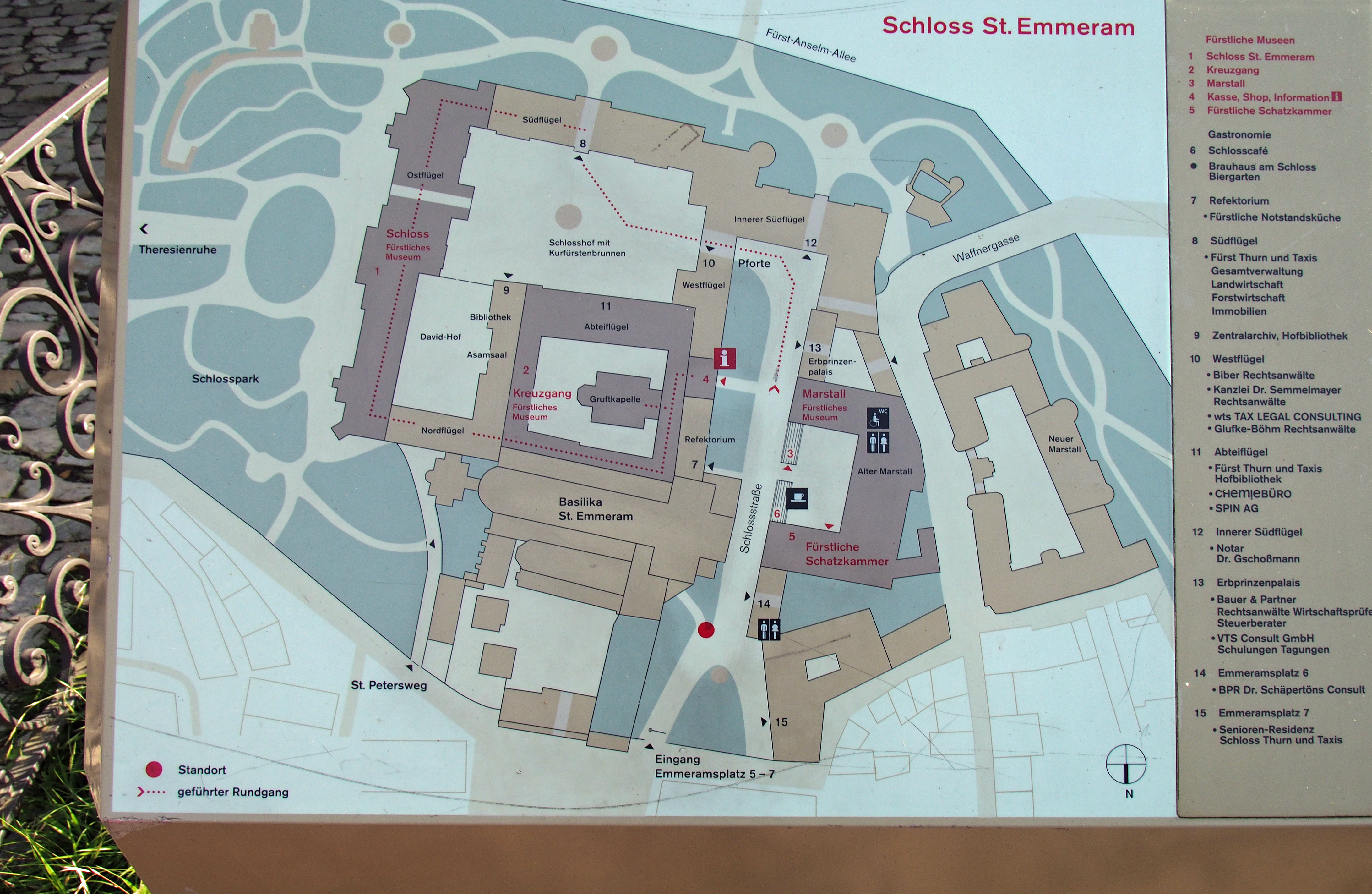
Übersichtsplan Gesamtanlage

Sankt Emmeram und das Stiftsgebiet des Klosters fielen 1802/1803 mit der Reichsstadt Regensburg, dem Hochstift Regensburg, dem Reichsstift Obermünster und dem Reichsstift Niedermünster an das neu gegründete Fürstentum Regensburg unter dem Fürstprimas Carl Theodor von Dalberg. 1810 kam dieses durch den Pariser Vertrag zum neugegründeten Königreich Bayern unter den Wittelsbachern. Seine Kunstschätze, beispielsweise das Arnulfsziborium, und seine wertvollen Bücher (unter anderem das Muspilli und der Codex Aureus) gelangten zu einem großen Teil nach München. Während dieser Säkularisation kamen die Klostergebäude 1803/1812 an das Fürstenhaus der Thurn und Taxis, das einzelne Gebäudeteile bereits seit 1748 bewohnte. Sie ließen das Kloster St. Emmeram als Wohnsitz Schloss St. Emmeram umbauen. Die bereits entstandene Fürstliche Hofbibliothek bezog die unter Abt  Johann Baptist Kraus erbaute und nun leere Klosterbibliothek. Abteikirche wurde Pfarrkirche der Stadt Regensburg und durch Papst Paul VI. am 5. März 1964 mit dem Apostolischen Schreiben Terra sacra zur Basilica minor erhoben.

## Politik

### Äbte von St. Emmeram

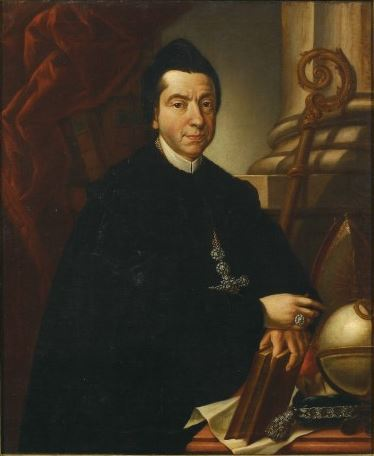
Cölestin Steiglehner

Die Liste der Vorsteher von St. Emmeram umfasst 13 Bischöfe von Regensburg, denen als „Eigenherren“ von 739 bis 975 auch das Kloster unterstand, 55 bzw. 54 „selbständige“ Äbte – darunter Pabo mit zwei Amtszeiten – in den Jahren 975 bis 1725 und ab 1725 bis 1802 vier Fürstäbte, die Reichsunmittelbarkeit genossen.
Erster Vorsteher als Bischof von Regensburg war Gaubald (739–761), letzter Fürstabt war Coelestin II. Steiglehner (1791–1802).

### Wappen
Das Wappen ist geviert: In 1 gespalten vom Alten Reich und Frankreich, in 2 gespalten von Silber und Rot, vorne ein aufrechter roter Palmzweig, hinten ein aufrechter silberner Schlüssel, und 3 gespalten von Rot und Silber, vorne ein aufrechter silberner Schlüssel, hinten ein aufrechter roter Palmzweig, in 4 gespalten von Frankreich und dem Heiligen Römischen Reich Deutscher Nation.
Von dem Wappen (Felder 2 und 3) gibt es bereits eine Abbildung aus dem Jahre 1358. In Johann Siebmachers Wappenbuch von 1605 ist ein geachteltes Wappen dargestellt. Dieses Wappen wurde teils auch mit einem Mittelschild verwendet, auf dem St. Emmeram mit der Leiter abgebildet ist.
Die Felder 1 und 4 dürften eine Wiedergabe des angeblichen Wappens Karls des Großen sein, welches den Reichsadler und die „französischen“ Lilien umfasst.

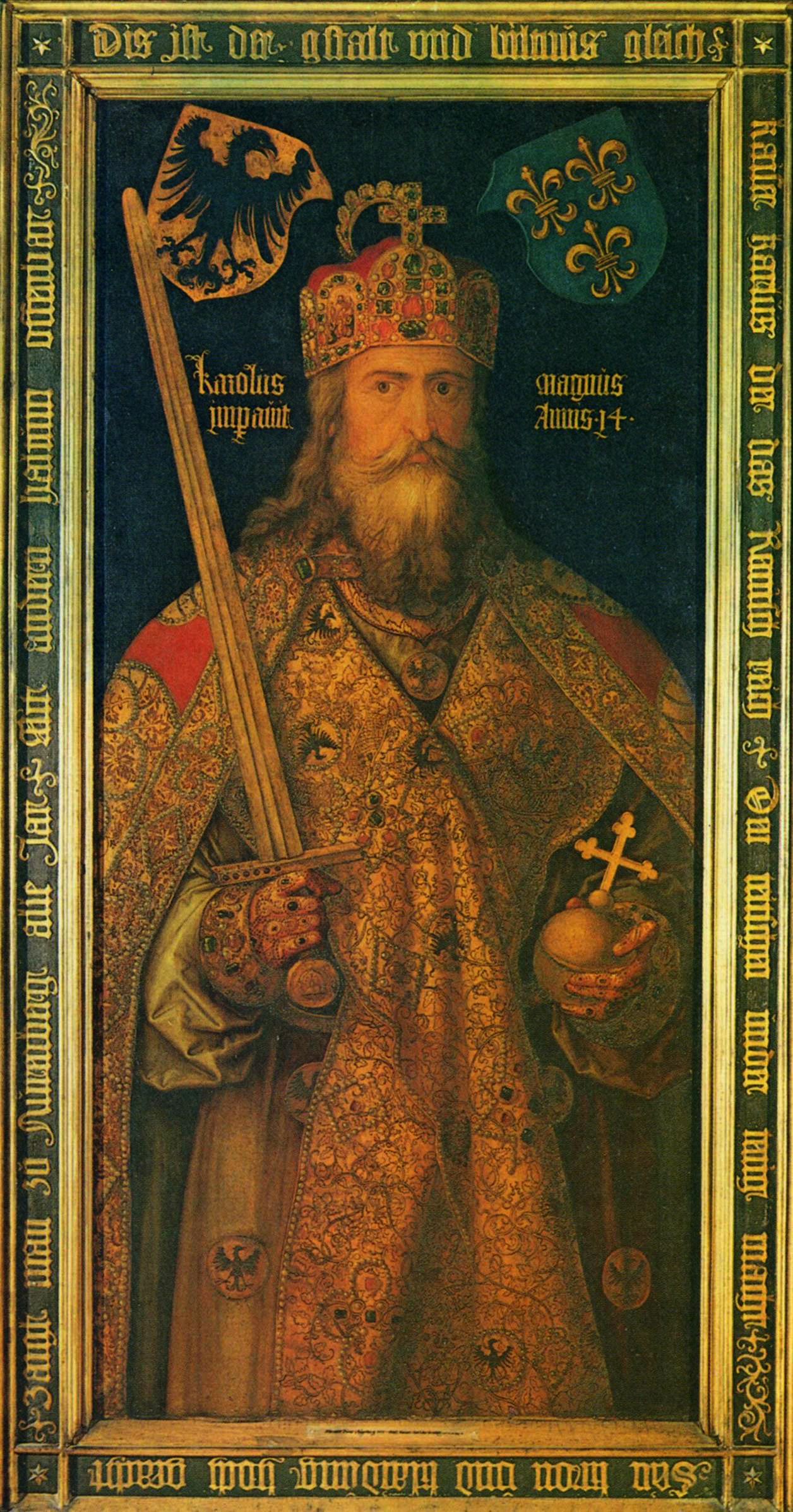
Darstellung Karls des Großen mit den Wappen des Reichs und Frankreichs
Wappen der Reichsabtei Sankt Emmeram
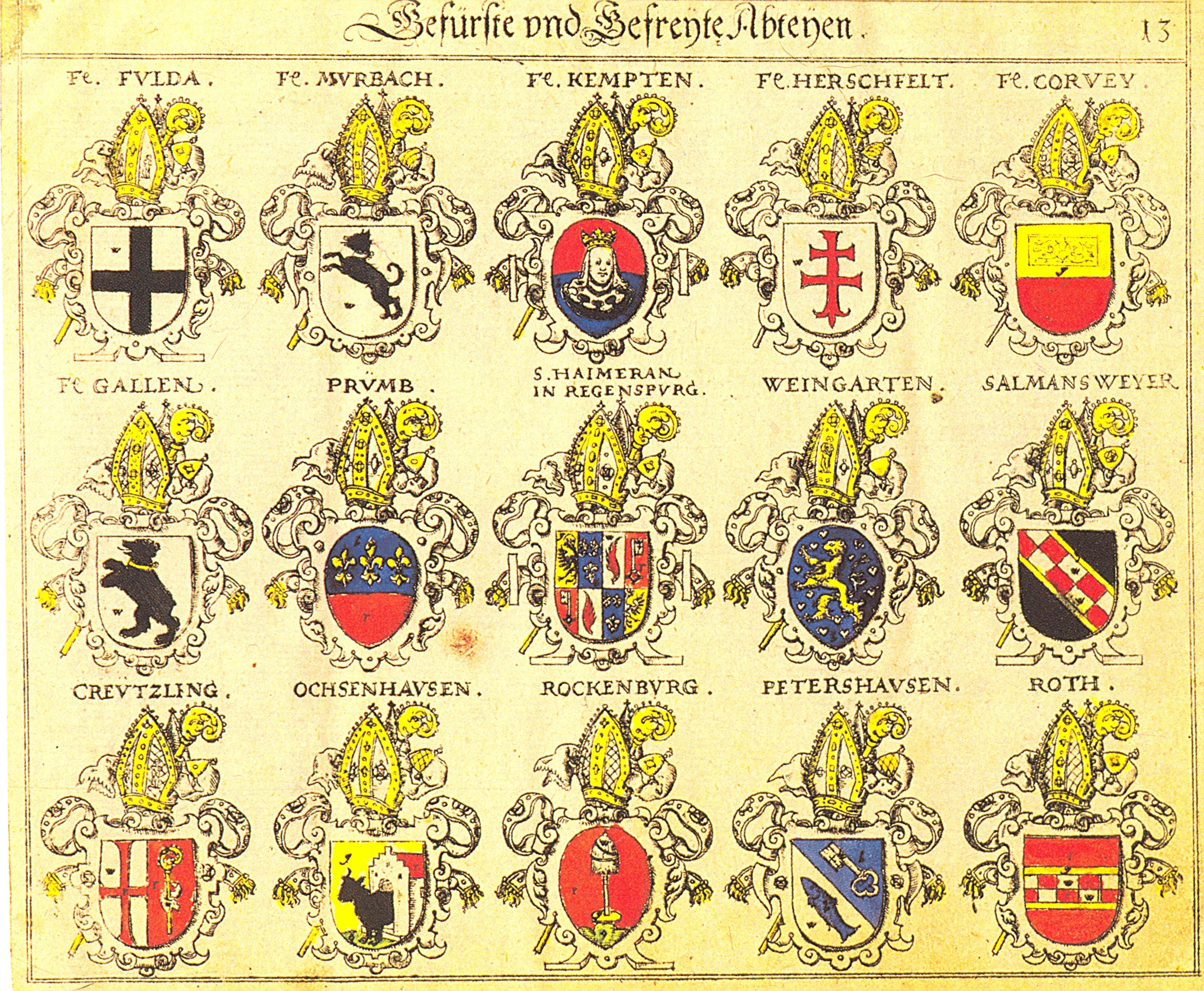
Aus Johann Siebmachers Wappenbuch von 1605: in der Mitte das Wappen der Reichsabtei St. Emmeram in Regensburg
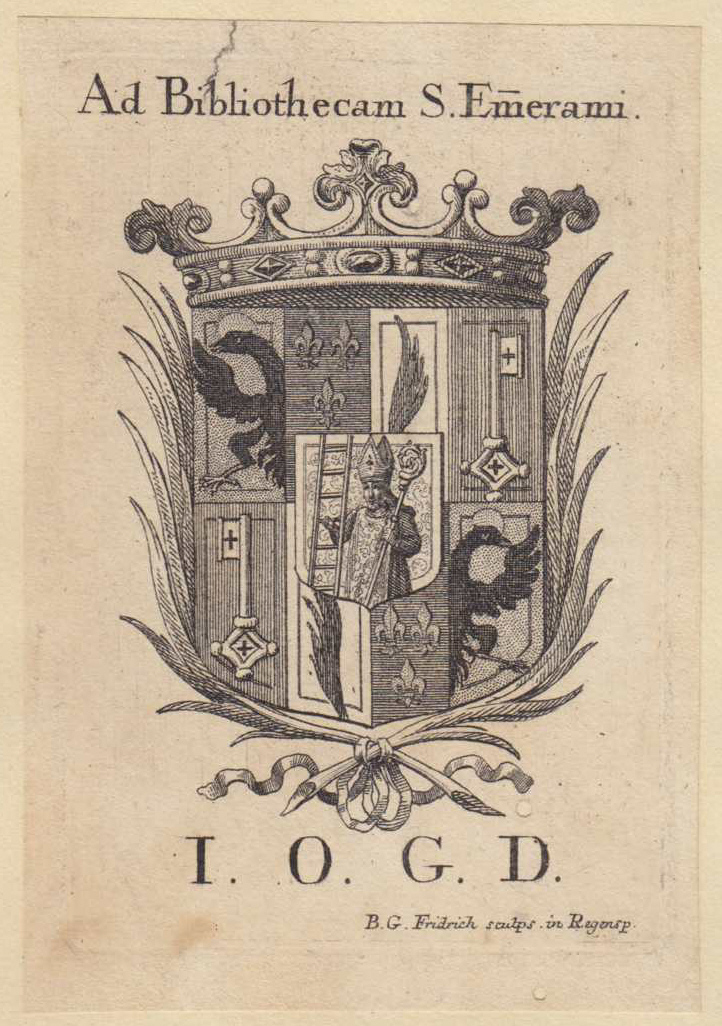
Exlibris von 1800 mit dem Wappen der Fürstäbte
Wappen der Fürstabtei Sankt Emmeram

## Bauwerke

### Profangebäude

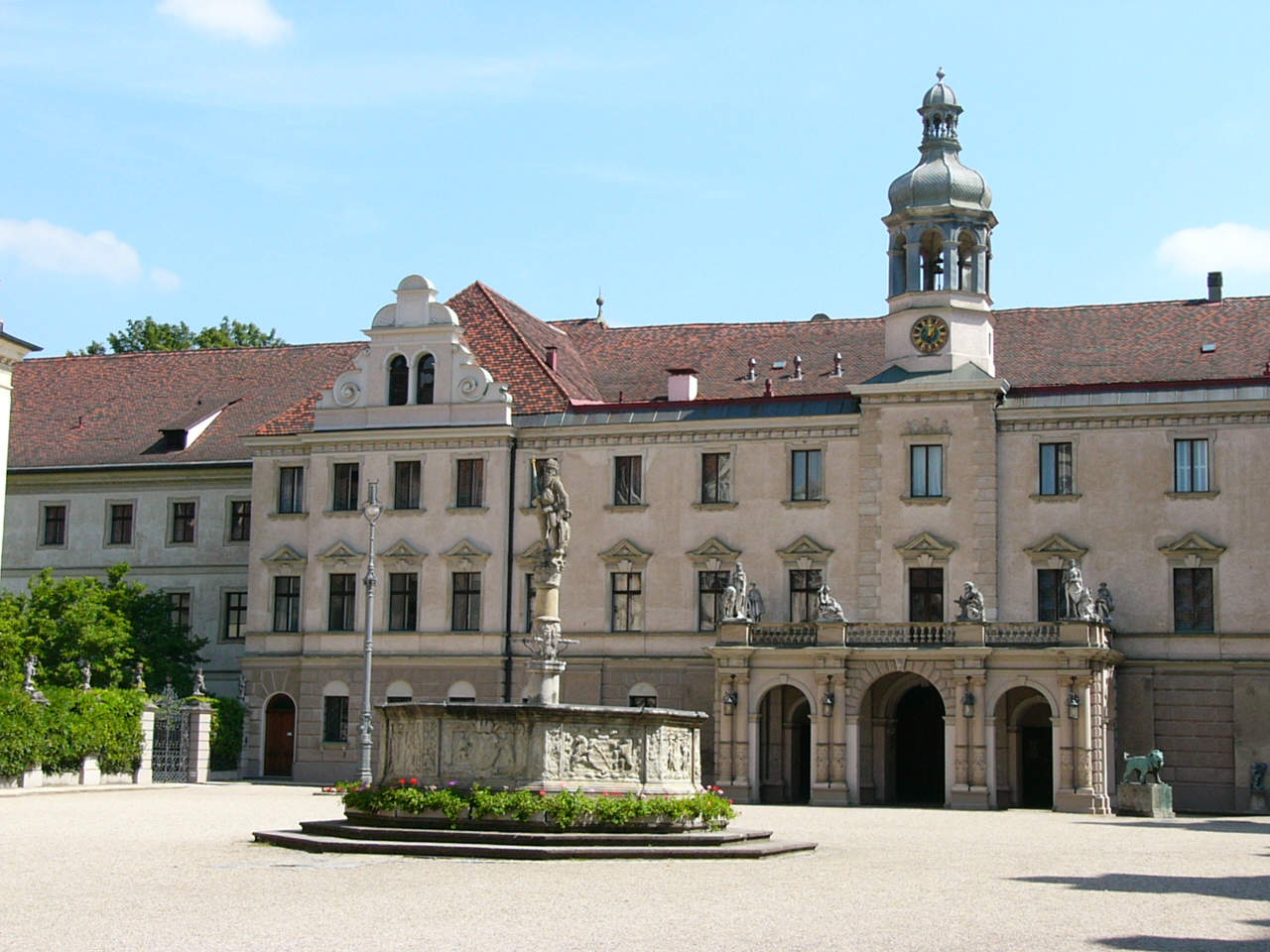
Das Schloss St. Emmeram

- Die Gebäude und das Gelände des Klosters wurden 1810 vom Fürstenhaus Thurn und Taxis erworben. Zum Residenzschloss im heutigen Zustand, das den Namen Schloss St. Emmeram bzw. Schloss Thurn und Taxis führt, wurden die Klostergebäude 1883/88 unter Fürst Maximilian Maria von Thurn und Taxis vom fürstlichen Baumeister Max Schultze um- und ausgebaut. Der bauliche Charakter der alten Reichsabtei und der Kreuzgang blieben beim Umbau erhalten.

### Sakralgebäude
- Die Kirche St. Emmeram ist eine dreischiffige Basilika mit Westquerhaus und drei Chören auf einem Grundriss aus der Romanik. Sie geht auf einen ersten Kirchenbau, eine Georgskirche aus der zweiten Hälfte des 8. Jahrhunderts zurück. In ihr wurden zahlreiche Heilige und Würdenträger beigesetzt, wie z. B. der heilige Emmeram und der ostfränkische König und römische Kaiser Arnulf von Kärnten.

- Der Glockenturm von St. Emmeram im Stil eines freistehenden Campanile wurde von 1575 bis 1579 errichtet, nachdem der Vorgängerturm wegen Alters und nach mehreren Blitzeinschlägen baufällig geworden war. Der sechsgeschossige Turm gilt als das bedeutendste Bauwerk der Renaissance in Regensburg. Er ist aus Grünsandstein-Sichtmauerwerk erbaut, steht auf einer quadratischen Grundfläche von 10,4 Quadratmetern und hat eine Gesamthöhe von 63 m. Sein Standort nördlich der Klosterkirche befand sich bei der Errichtung mitten im einstigen Klosterfriedhof, nahe der ehemaligen Friedhofskirche St. Michael, die 1890 dem heutigen Pfarrhaus St. Emmeram weichen musste. Der Turmschaft gliedert sich in das rustizierte Sockelgeschoss, den dreigeschossigen Mittelteil und das zweigeschossige Glockengeschoss. Gesimsbänder gliedern den Turm wie einen Stockwerksbau in sechs gleich hohe Geschosse. Die Belichtung erfolgt im dritten Geschoss durch ein bzw. zwei Doppelfenster und im Obergeschoss durch paarweise angeordnete Doppelarkaden. Die Turmbekrönung mit Kuppeldach ersetzte 1777 die bei einem Brand 1642 verloren gegangene Bekrönung. Bei umfangreichen Sanierungsarbeiten kam es zuletzt 1968 zu erheblichen Verlusten der ursprünglichen Oberflächen der verwendeten Steine, so dass nur noch die Steine der Südfassade im authentischen Zustand erhalten sind.[7]

- Die Kirche St. Rupert ist die ehemalige Pfarrkirche des Klosters am Emmeramsplatz und trägt den Namen des heiligen Rupert von Salzburg. Sie wurde in der zweiten Hälfte des 11. Jahrhunderts im romanischen Stil errichtet und anschließend im Stil der jeweiligen Zeit umgebaut.

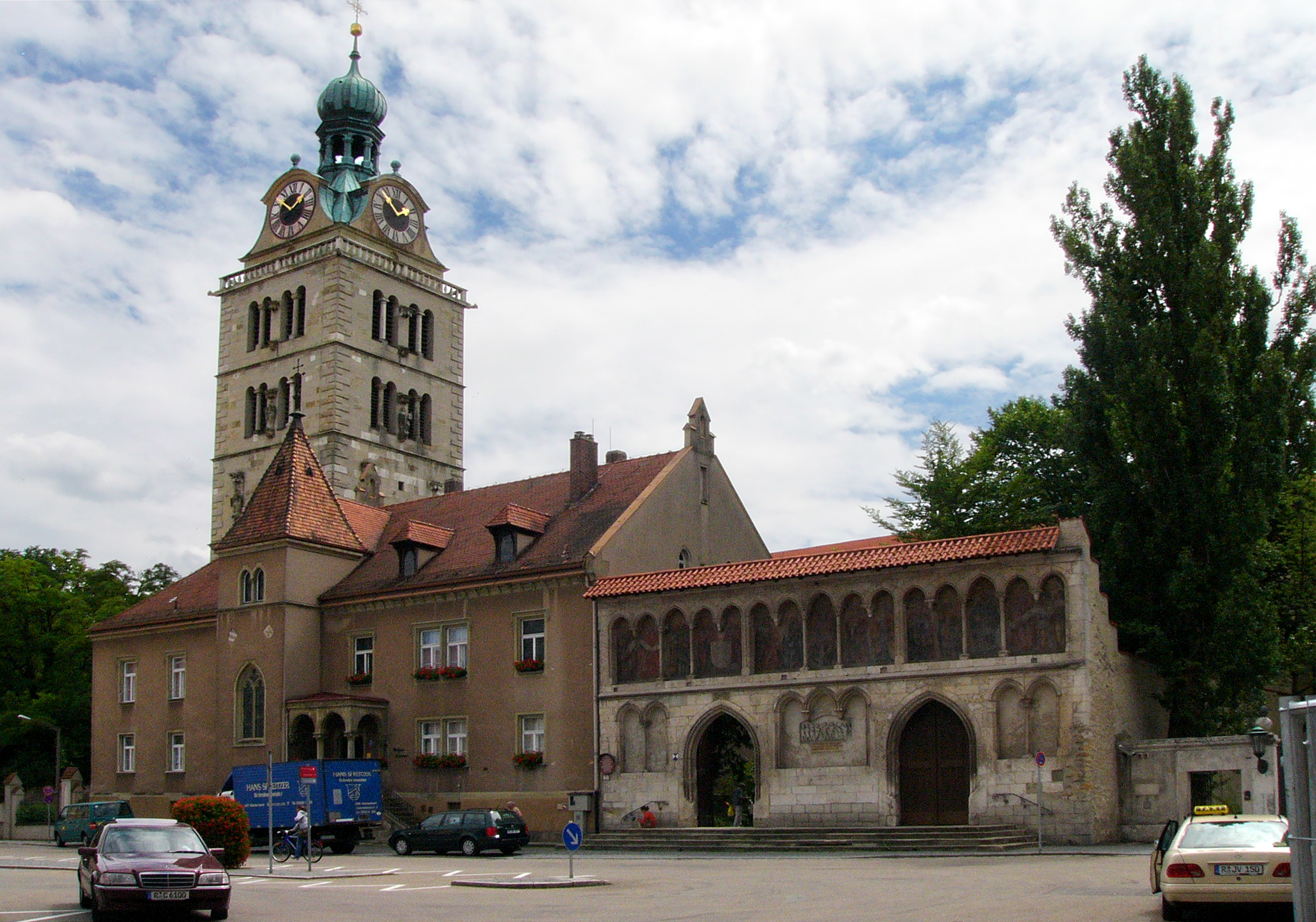
Links: Turm der Basilika, davor der Kindergarten, rechts: Portal mit Zugang zur Basilika
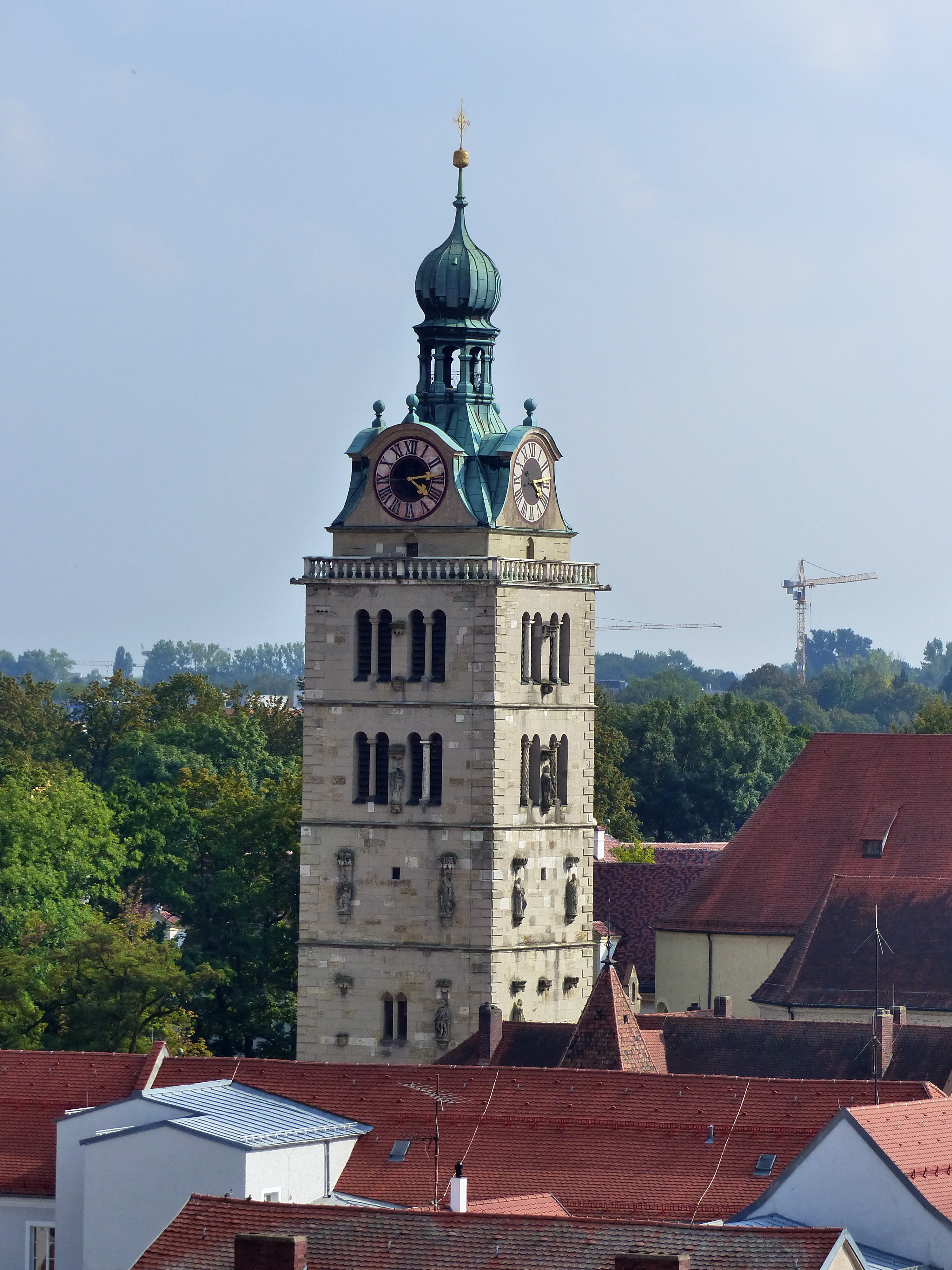
Turm (Campanile) der St.-Emmeram-Basilika
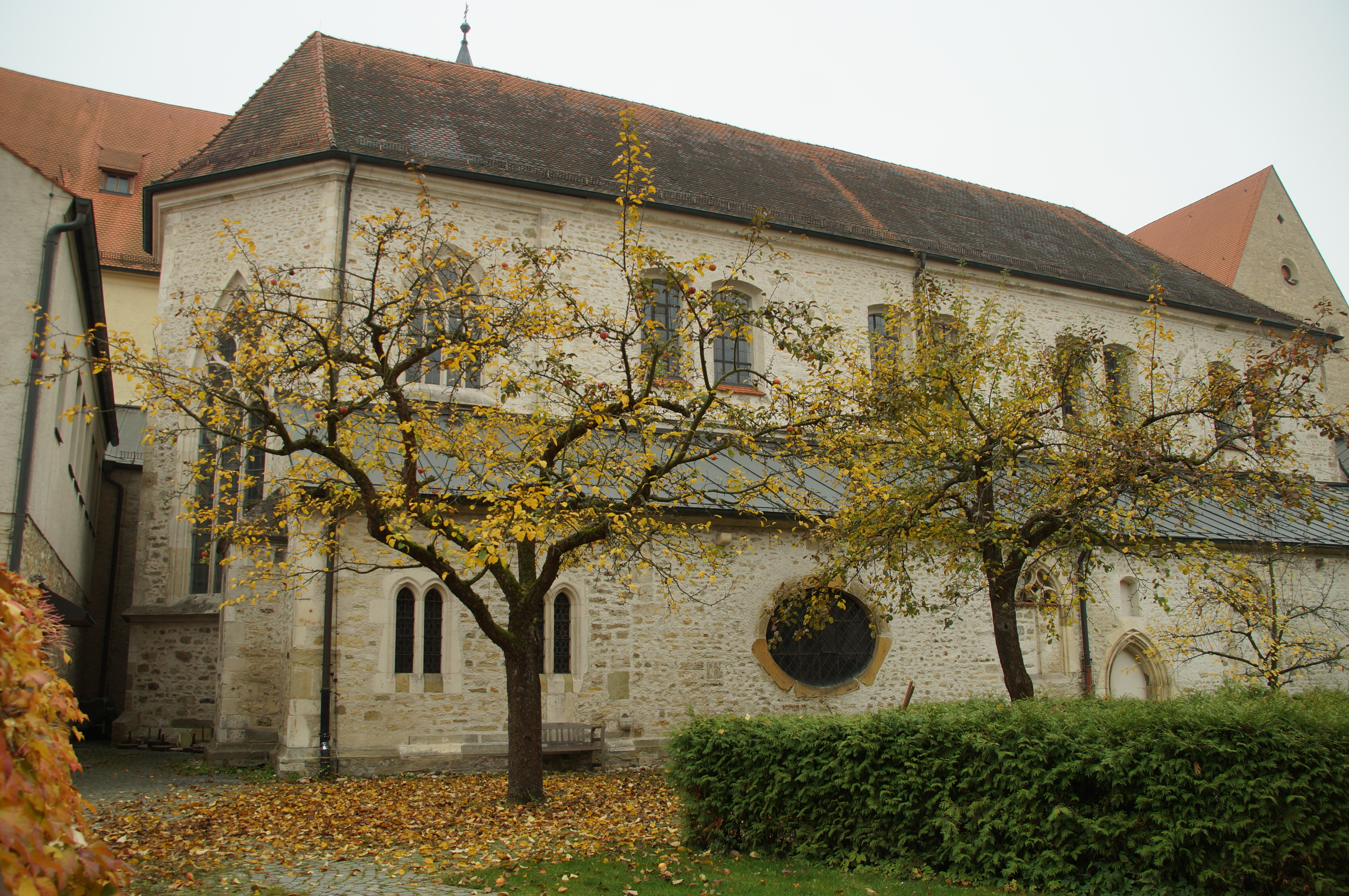
Kirche St. Rupert